# Scheloribates variabilis
Scheloribates variabilis är en kvalsterart som beskrevs av Pletzen 1965. Scheloribates variabilis ingår i släktet Scheloribates och familjen Scheloribatidae. Inga underarter finns listade i Catalogue of Life.